# Sénateurs désignés par le Parlement basque
Les sénateurs désignés par le Parlement basque représentent la communauté autonome du Pays basque au Sénat espagnol.

## Normes et désignation
La faculté pour chaque communauté autonome de désigner un ou plusieurs sénateurs au Sénat, conçu comme une chambre de représentation territoriale, est énoncée à l'article 69, alinéa 5, de la Constitution espagnole de 1978. La désignation est régie par l'article 28 du statut d'autonomie du Pays basque, la loi basque 4/1981 portant désignation des sénateurs représentant le Pays basque et le règlement du Parlement,.
Tout citoyen jouissant de ses droits civils et politiques et ayant la qualité de citoyen basque peut être désigné sénateur. Après la tenue des élections régionales et la constitution du Parlement, le président de celui-ci ouvre un délai de 20 jours au cours duquel les différents groupes parlementaires doivent présenter leurs candidats. La commission des Incompatibilités est ensuite chargée de présenter un rapport sur la capacité et l'éligibilité des candidats proposés. Une fois le rapport rendu, une session plénière spécifique est convoquée afin de procéder à la désignation des sénateurs. Chaque député ne peut voter que pour un seul candidat. Sont élus sénateurs les candidats ayant reçu la majorité des voix et au moins un quart des votants. Si des sièges ne sont pas pourvus, un second tour a lieu. En cas d'égalité, le siège est attribué au candidat proposé par le groupe parlementaire le plus important. Si l'égalité persiste, est élu sénateur le candidat proposé par le groupe ayant reçu le plus grand nombre de voix lors des dernières élections au Parlement. Toutefois, il est interdit que l'ensemble des sénateurs désignés soit issu d'un seul et même groupe.
Le mandat des sénateurs est en principe fixé à quatre ans. Toutefois, la dissolution du Parlement basque met fin au mandat des sénateurs désignés, ceux-ci restent néanmoins en poste jusqu'à la désignation des nouveaux sénateurs. En cas de dissolution du Sénat, les sénateurs désignés restent en place sans nécessité d'un nouveau vote.

## Synthèse
| PNV      |       | 2 | 2 | 1 | 2 | 2 | 2 | 1 | 1 | 1 | 2 | 1 | 1 | 1 | 1 |  |  |  |  |
| PSOE     |       | 1 | 1 | 1 | 1 |   |   |   |   | 1 | 1 | 1 | 1 | 1 | 1 |  |  |  |  |
| EA       |       |   |   | 1 |   | 1 |   | 1 |   | 1 |   |   |   |   |   |  |  |  |  |
| PP       |       |   |   |   |   |   | 1 | 1 | 1 |   |   | 1 |   |   |   |  |  |  |  |
| IU       |       |   |   |   |   |   |   |   | 1 |   |   |   |   |   |   |  |  |  |  |
| EH Bildu |       |   |   |   |   |   |   |   |   |   |   |   | 1 | 1 | 1 |  |  |  |  |
|          |       |   |   |   |   |   |   |   |   |   |   |   |   |   |   |  |  |  |  |
| Total    | Total | 3 | 3 | 3 | 3 | 3 | 3 | 3 | 3 | 3 | 3 | 3 | 3 | 3 | 3 |  |  |  |  |

## Législatures

### Ire
| Parti | Parti | Sénateurs désignés       | Voix | Voix |
| ----- | ----- | ------------------------ | ---- | ---- |
| PNV   |       | Ignacio Gaminde Alix     | 23   | -    |
| PSOE  |       | Enrique Casas Vila       | 9    | 11   |
| PNV   |       | Juan Ignacio Uría Epelde | -    | 23   |

- Désignation : 30 juin 1981.

### IIe
| Parti | Parti | Sénateurs désignés       | Voix | Voix |
| ----- | ----- | ------------------------ | ---- | ---- |
| PNV   |       | Ignacio Gaminde Alix     | 16   | -    |
| PSOE  |       | Ana Miranda de Lage      | 19   | -    |
| PNV   |       | Juan Ignacio Uría Epelde | -    | 33   |

- Désignation : 3 mai 1984.

### IIIe
| Parti | Parti | Sénateurs désignés    | Voix | Voix |
| ----- | ----- | --------------------- | ---- | ---- |
| PSOE  |       | Ramón Rubial Cavia    | 21   | 19   |
| PNV   |       | Ignacio Gaminde Alix  | 16   | 16   |
| EA    |       | Juan José Pujana Arza | 13   | 13   |

- Désignation : 13 mars 1987.
- Ramón Rubial (PSOE) est remplacé en décembre 1989 par Manuel Fernández Ramos avec 30 voix favorables.

### IVe
| Parti | Parti | Sénateurs désignés                | Voix | Voix |
| ----- | ----- | --------------------------------- | ---- | ---- |
| PNV   |       | Imanol Bolinaga Bengoa            | 22   | -    |
| PSOE  |       | Manuel Fernández Ramos            | 19   | -    |
| PNV   |       | José Antonio Torrontegui Gangoiti | -    | 22   |

- Désignation : 20 février 1991.

### Ve
| Parti | Parti | Sénateurs désignés         | Voix | Voix |
| ----- | ----- | -------------------------- | ---- | ---- |
| PNV   |       | Joseba Zubia Atxaerandio   | 22   | -    |
| EA    |       | Inmaculada Boneta y Piedra | 19   | -    |
| PNV   |       | Imanol Bolinaga Bengoa     | -    | 34   |

- Désignation : 10 février 1995.

### VIe
| Parti | Parti | Sénateurs désignés              | Voix | Voix |
| ----- | ----- | ------------------------------- | ---- | ---- |
| PP    |       | Ascensión Pastor Parres         | 32   | -    |
| PNV   |       | José Manuel Martiarena Lizarazu | 21   | -    |
| PNV   |       | Joseba Zubia Atxaerandio        | -    | 40   |

- Désignation : 26 février 1999.

### VIIe
| Parti | Parti | Sénateurs désignés         | Voix | Voix |
| ----- | ----- | -------------------------- | ---- | ---- |
| PNV   |       | Joseba Zubia Atxaerandio   | 36   | -    |
| PP    |       | Ascensión Pastor Parres    | 19   | -    |
| EA    |       | Inmaculada Boneta y Piedra | -    | 36   |

- Désignation : 24 octobre 2001.
- inmaculada Boneta (EA) est remplacée en décembre 2003 par Isabel López Aulestia (IU) avec 36 voix favorables.

### VIIIe
| Parti | Parti | Sénateurs désignés        | Voix | Voix |
| ----- | ----- | ------------------------- | ---- | ---- |
| PNV   |       | Joseba Zubia Atxaerandio  | 27   | -    |
| PSOE  |       | Víctor Urrutia Abaigar    | 20   | -    |
| EA    |       | José Ramón Urrutia Elorza | -    | 29   |

- Désignation : 4 novembre 2005.
- José Ramón Urrutia (EA) est remplacé en décembre 2007 par Paulino Ramón Corcuera Muguerza (PNV) avec 32 voix favorables.

### IXe
| Parti | Parti | Sénateurs désignés         | Voix | Voix |
| ----- | ----- | -------------------------- | ---- | ---- |
| PSOE  |       | Roberto Lertxundi Barañano | 37   | -    |
| PNV   |       | Joseba Zubia Atxaerandio   | 30   | -    |
| PP    |       | Juana Iturmendi Maguregui  | -    | 37   |

- Désignation : 12 juin 2009.

### Xe
| Parti    | Parti | Sénateurs désignés                | Voix |
| -------- | ----- | --------------------------------- | ---- |
| PNV      |       | Jokin Bildarratz Sorron           | 24   |
| EH Bildu |       | Iñaki Goioaga Llano               | 21   |
| PSOE     |       | Antonio Julián Rodríguez Esquerdo | 19   |

- Désignation : 24 janvier 2013.

### XIe
| Parti    | Parti | Sénateurs désignés                | Voix | Voix |
| -------- | ----- | --------------------------------- | ---- | ---- |
| PNV      |       | Jokin Bildarratz Sorron           | 27   | -    |
| EH Bildu |       | Jon Iñarritu García               | 19   | -    |
| PSOE     |       | Antonio Julián Rodríguez Esquerdo | 9    | 37   |

- Désignation : 15 décembre 2016.
- Jon Iñarritu (EH Bildu) est remplacé en mai 2019 par Idurre Bideguren Gabantxo avec 18 voix favorables.
- Jokin Bildarratz (PNV) démissionne en septembre 2020 mais n'est pas remplacé.

### XIIe
| Parti    | Parti | Sénateurs désignés                   | Voix |
| -------- | ----- | ------------------------------------ | ---- |
| PNV      |       | Estefanía Beltrán de Heredia Arroniz | 22   |
| EH Bildu |       | Idurre Bideguren Gabantxo            | 20   |
| PSOE     |       | Antonio Julián Rodríguez Esquerdo    | 19   |

- Désignation : 24 septembre 2020.
- Tontxu Rodríguez (PSOE) est remplacé en février 2022 par Alfonso Gil Invernón avec 19 voix favorables.